# Mercedes-Benz třídy CL
Mercedes-Benz třídy CL (německy Coupe Leicht) je luxusní kupé německé automobilky Mercedes-Benz. V letech 1991 až 1998 probíhala výroba první generace. V letech 2000 až 2006 se vyráběla druhá generace a od roku 2007 nastoupila třetí generace. Technicky vychází z třídy S. Sportovněji laděné modely pocházely od společnosti AMG.

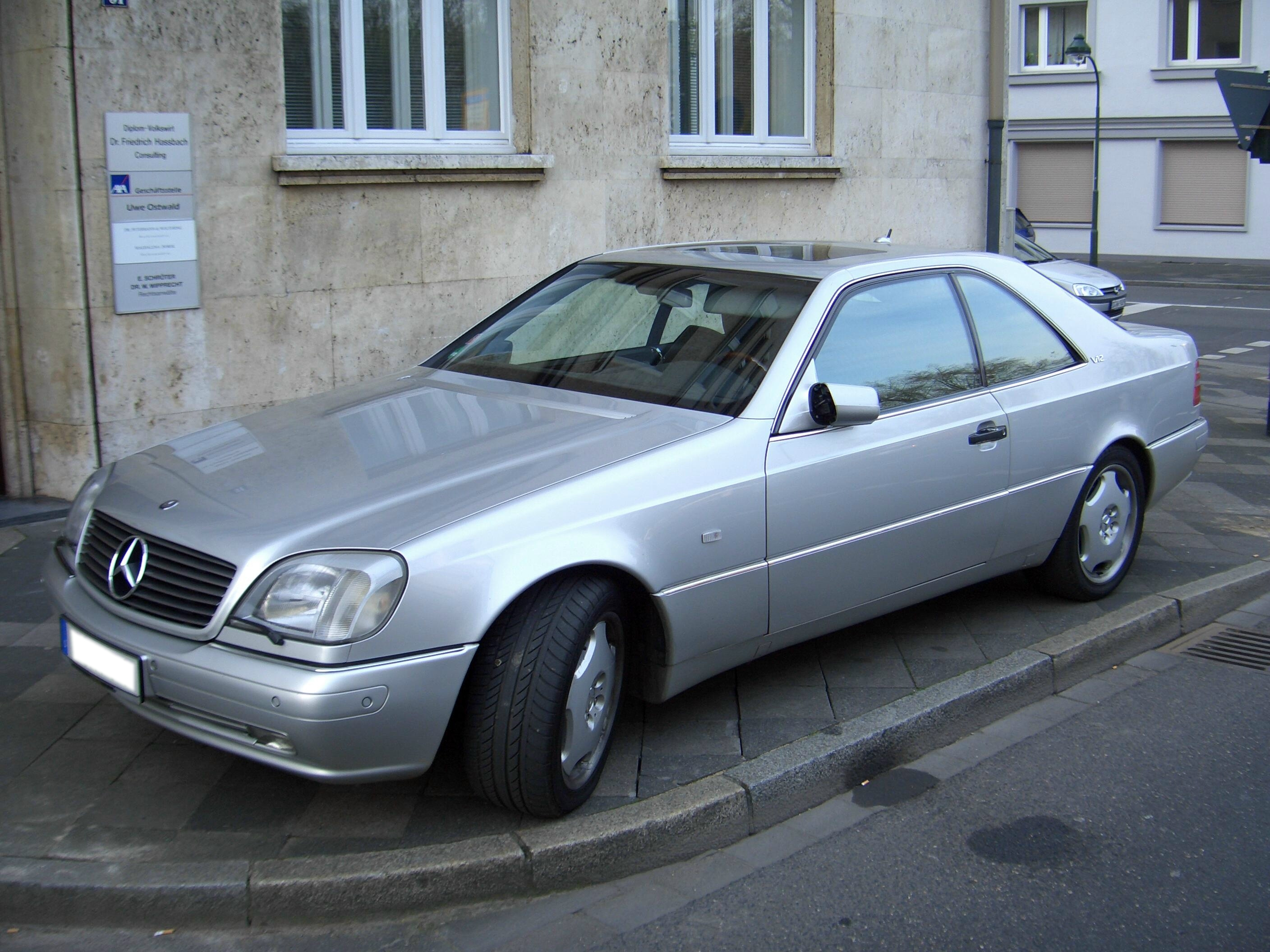
První generace (C140)
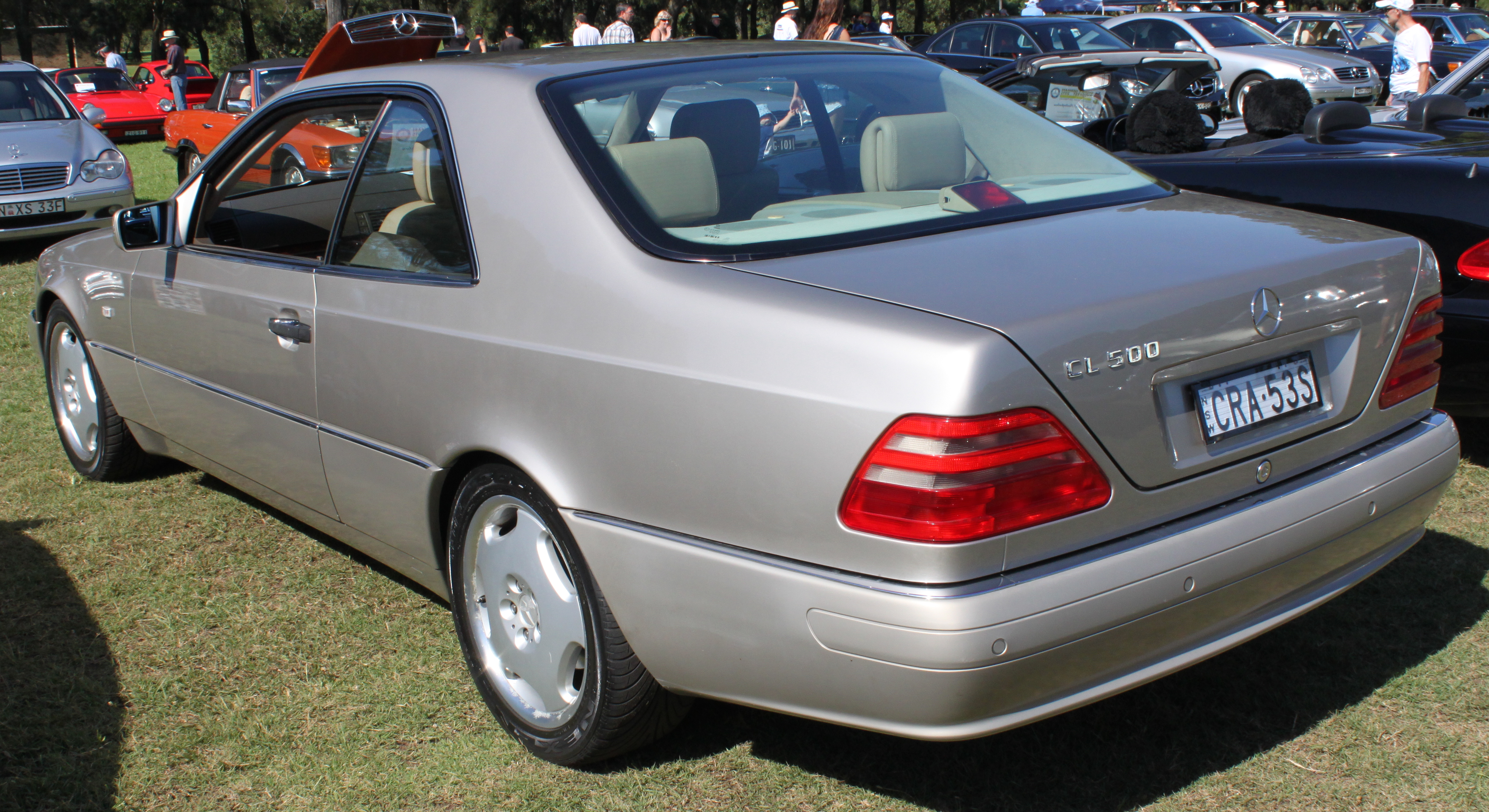
První generace (C140) zezadu
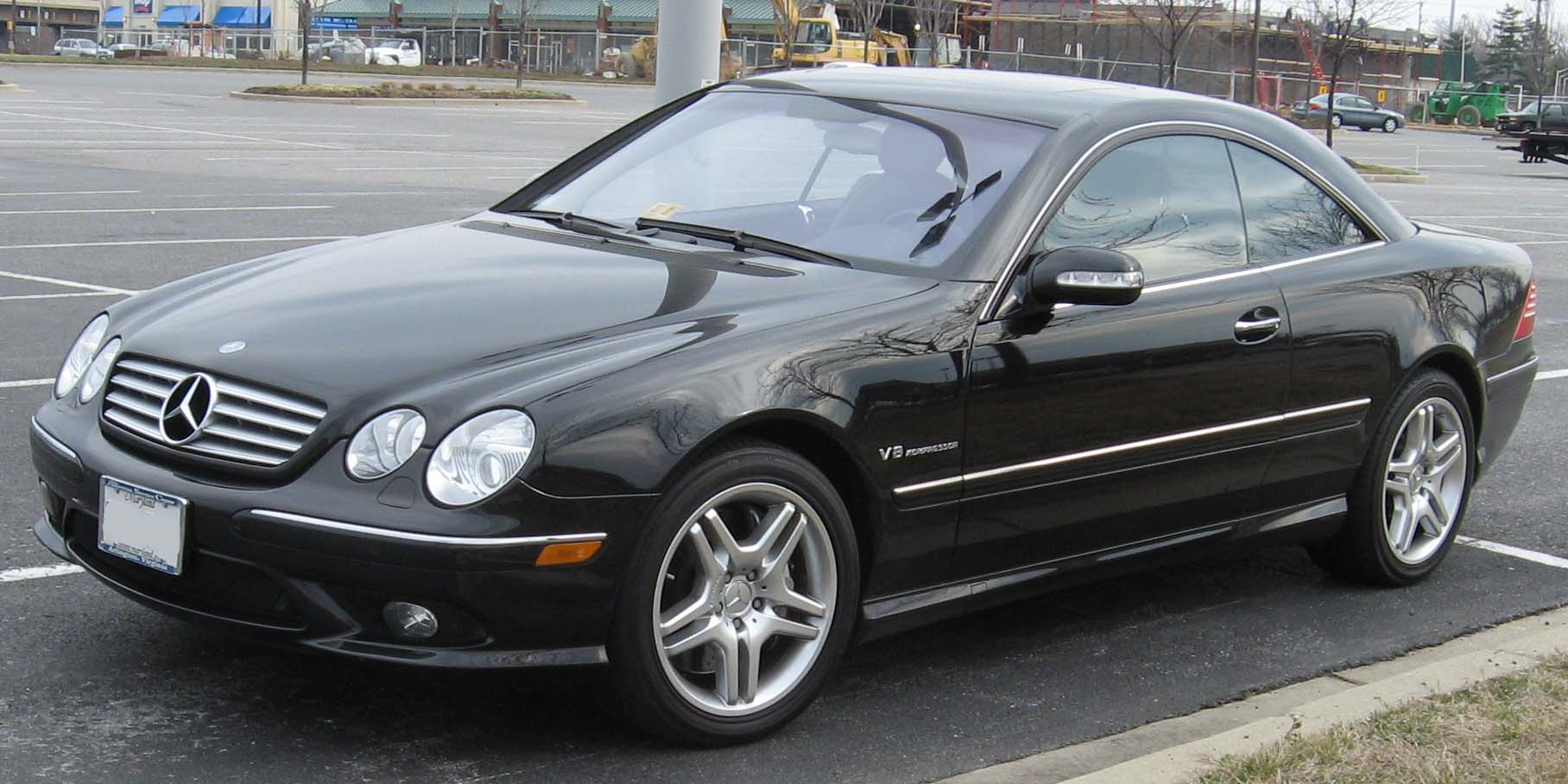
Druhá generace (C215)
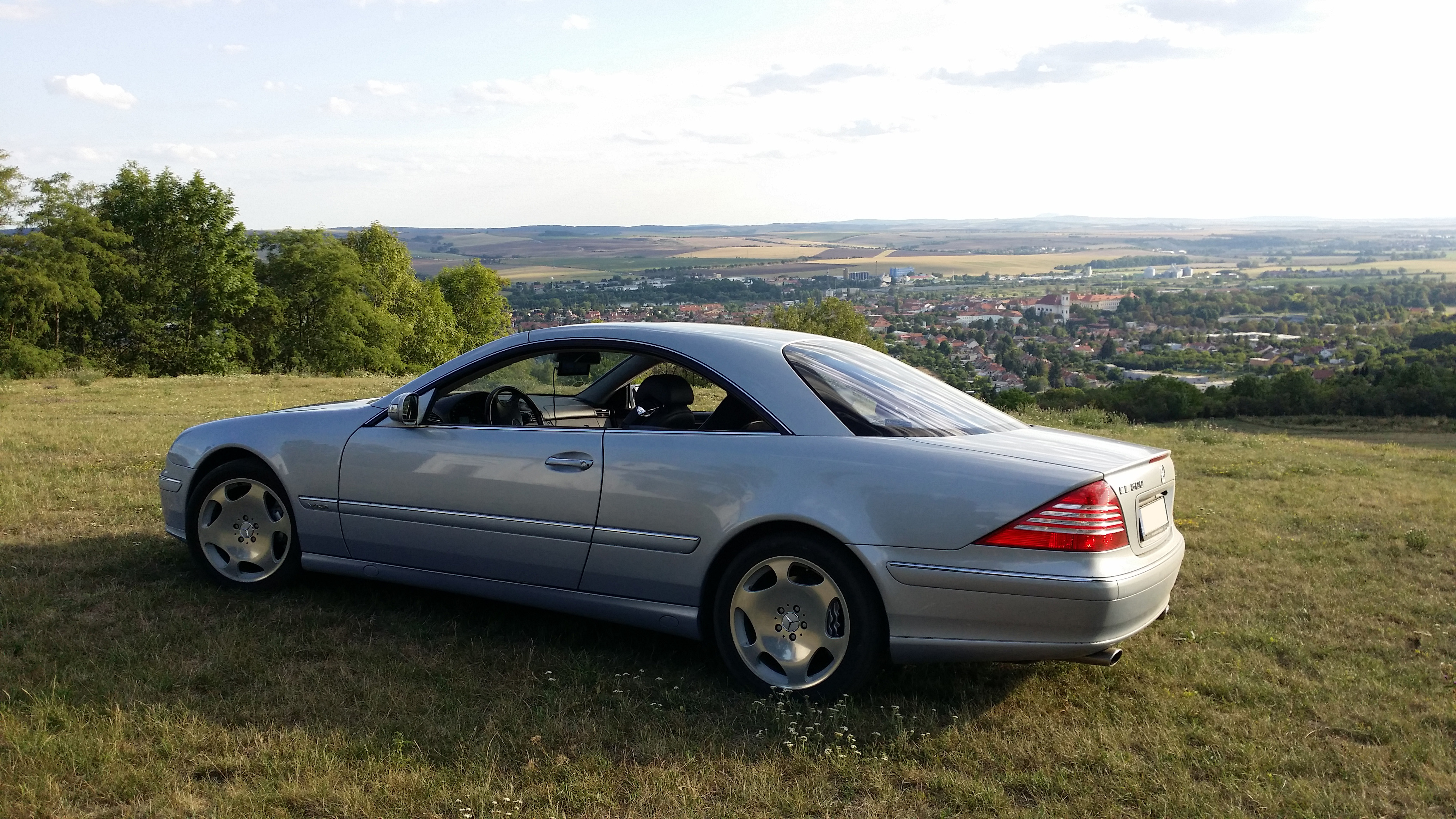
Druhá generace (C215) zezadu
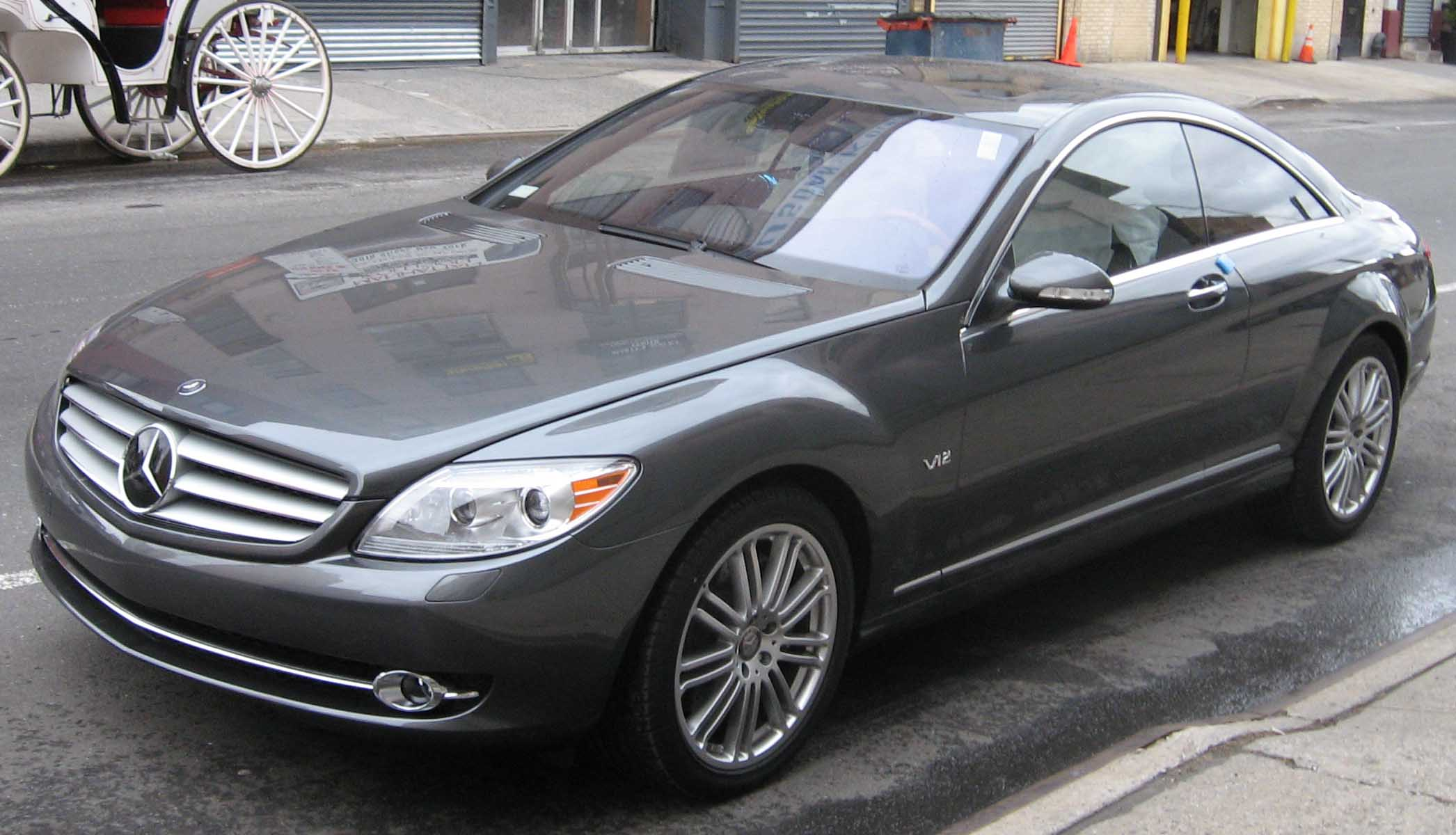
Třetí generace (C216)
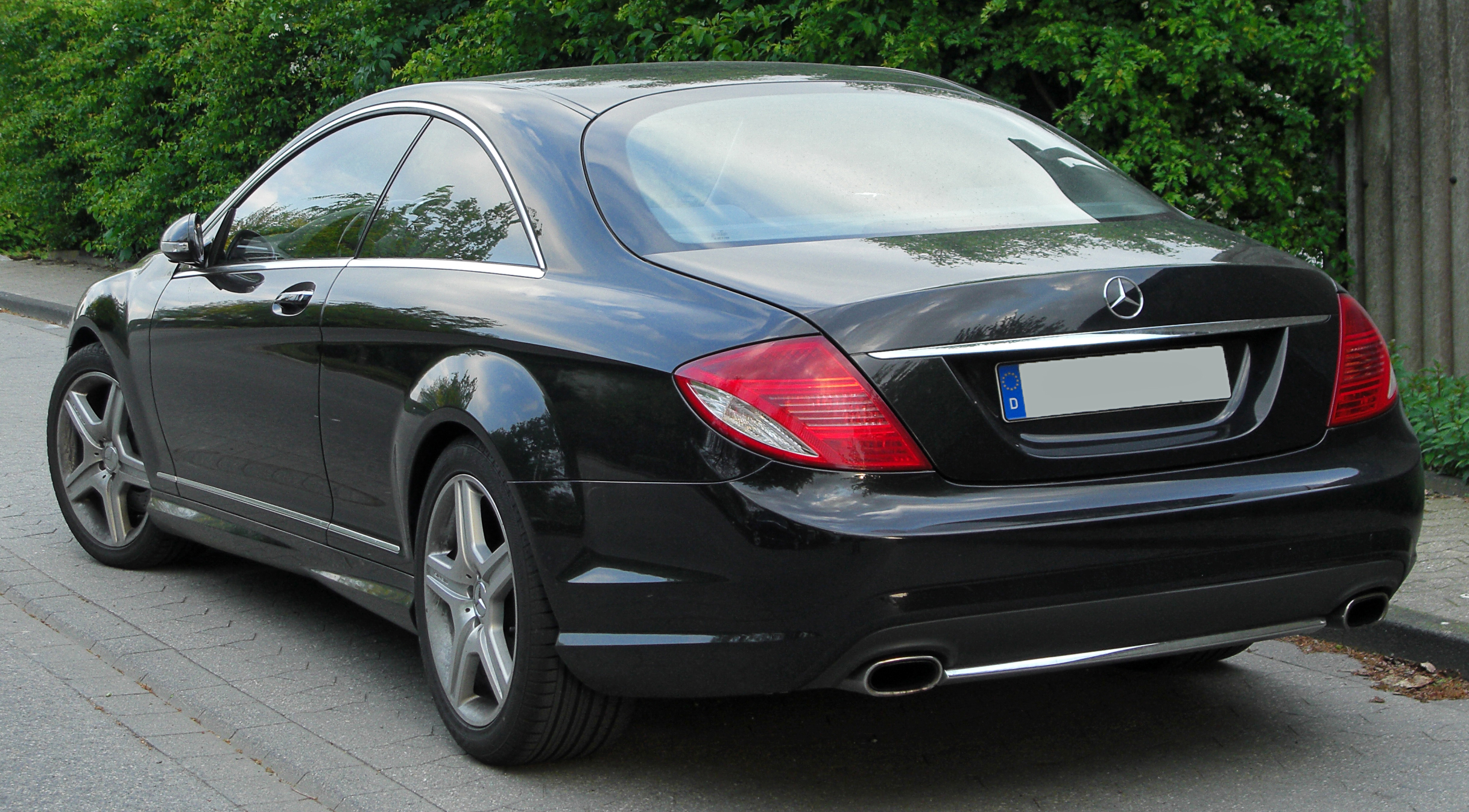
Třetí generace (C216) zezadu